# Высоцкий, Никита Юрьевич
Никита Юрьевич Высоцкий (род. 16 октября 1993 года, Челябинск, Россия) — российский легкоатлет,специализирующийся в беге на средние дистанции, чемпион Европы по кроссу среди юниоров. Мастер спорта России международного класса.

## Карьера
Никита Высоцкий заниматься спортом начал под руководством своего дедушки, Хабибуллина Раиса Габдрахмановича, учителя физкультуры Рождественской школы Увельского района. В 2007 году Никита поступил в СШОР № 2 по легкой атлетике города Челябинска, где продолжил тренировки под руководством Дениса Петровича Блажко и Владимира Леонидовича Колпакова. В 2012 году член сборной России Высоцкий выиграл чемпионат Европы по кроссу в составе юниорской команды (личное место — 14). В 2016 году на Чемпионате России по легкой атлетике Никита стал вице-чемпионом страны в беге на 1500 метров.

### Выступления на чемпионатах и первенствах России.
| Год  | Соревнования                      | Место проведения | Место | Результат                        |
| ---- | --------------------------------- | ---------------- | ----- | -------------------------------- |
| 2010 | Первенство России U18 в помещении | Пенза            | ,     | 1500 м — 4.00,78 3000 м — 8.50   |
| 2010 | Первенство России U18             | Пенза            | ,     | 1500 м — 3.54,99 800 м — 1.53,46 |
| 2011 | Первенство России U20 в помещении | Саранск          | ,     | 800 м — 1.52,35 1500 м — 3.57,21 |
| 2012 | Первенство России U20             | Чебоксары        | 2     | 1500 м — 3.49,05                 |
| 2012 | Чемпионат России по кроссу        | Оренбург         | 2     | 6км U20                          |
| 2014 | Первенство России U23             | Саранск          | 2     | 1500 м — 3.49,06                 |
| 2015 | Чемпионат России по кроссу        | Жуковский        | 1     | 4км U23                          |
| 2016 | Чемпионат России                  | Чебоксары        | 2     | 1500 м — 3.41,92                 |

## Образование
В 2011 году Высоцкий окончил школу № 138 города Челябинска.
В 2014 году окончил Кисловодское Государственное Училище Олимпийского Резерва Архивная копия от 23 марта 2022 на Wayback Machine, получил специальность «Тренер-преподаватель».
В 2016 году окончил экономический факультет Южно-Уральского Государственного Аграрного Университета, получил квалификацию «Бакалавр» по специальности «Менеджмент».
В 2018 году окончил инженерно-технологический факультет Южно-Уральского Государственного Аграрного Университета, получил квалификацию «Магистр» по специальности «Агрономия».
В 2020 году прошел программу переподготовки в Уральском Государственном Университете Физической Культуры, получил квалификацию "Специалист" по специальности "Тренер-преподаватель по легкой атлетике".

## Семья
В 2016 году Никита женился на российской легкоатлетке Екатерине Высоцкой (девичья фамилия — Вуколова).  Дочь — Арина (род. 2017), сын - Арсений (род. 2021).